# Natation aux Jeux africains de 2003
Navigation
1999 2007
Les épreuves de natation aux Jeux africains de 2003 ont été disputées au nouveau complexe aquatique d’Abuja du 5  au 11 octobre 2003. Il n’y a pas eu de record continental battu mais 27 records des jeux ont été établis dont 16 pour l’Afrique du Sud. Au niveau individuel, Lize-Mari Retief et Ahmed Hussein en ont établi 4 chacun, devant Oussama Mellouli (3).

## Médaillés

### Hommes
| Épreuves               | Or                                                                                         | Argent                                                                                  | Bronze                                                                          |
| Nage libre             | Nage libre                                                                                 | Nage libre                                                                              | Nage libre                                                                      |
| ---------------------- | ------------------------------------------------------------------------------------------ | --------------------------------------------------------------------------------------- | ------------------------------------------------------------------------------- |
| 50 m                   | Salim Iles 22 s 71                                                                         | Stephan Ackermann 23 s 66                                                               | Kurt Muller 23 s 83                                                             |
| 100 m                  | Salim Iles 50 s 32                                                                         | Stephan Ackermann 51 s 54                                                               | Haitham Hazem 52 s 26                                                           |
| 200 m                  | Oussama Mellouli 1 min 52 s 94                                                             | Stephan Ackermann 1 min 54 s 17                                                         | Nicholas Wilson 1 min 54 s 82                                                   |
| 400 m                  | Oussama Mellouli 4 min 0 s 43                                                              | Anouar Ben Naceur 4 min 6 s 51                                                          | Mehrez Mbarek 4 min 7 s 59                                                      |
| 800 m                  | Oussama Mellouli 8 min 12 s 26                                                             | Omar El Gamal 8 min 33 s 49                                                             | Khaled Hanafy 8 min 36 s 78                                                     |
| 1 500 m                | Oussama Mellouli 15 min 35 s 97                                                            | Omar El Gamal 16 min 21 s 49                                                            | Khaled Hanafy 16 min 40 s 61                                                    |
| Dos                    |                                                                                            |                                                                                         |                                                                                 |
| 50 m                   | Ahmed Hussein 25 s 84                                                                      | Simon Thirsk 27 s 04                                                                    | Haitham Hazem 27 s 30                                                           |
| 100 m                  | Ahmed Hussein 55 s 75                                                                      | Simon Thirsk 57 s 60                                                                    | Haitham Hazem 58 s 46                                                           |
| 200 m                  | Ahmed Hussein 2 min 2 s 46                                                                 | Jeff Norton 2 min 7 s 42                                                                | Simon Thirsk 2 min 9 s 79                                                       |
| Brasse                 |                                                                                            |                                                                                         |                                                                                 |
| 50 m                   | Kurt Muller 28 s 69                                                                        | Sofiane Daid 29 s 10                                                                    | Malick Fall 29 s 28                                                             |
| 100 m                  | Kurt Muller 1 min 2 s 99                                                                   | Sofiane Daid 1 min 4 s 05                                                               | Ayman Khattab 1 min 4 s 10                                                      |
| 200 m                  | Neil Versfeld 2 min 16 s 86                                                                | Ayman Khattab 2 min 18 s 49                                                             | Malick Fall 2 min 20 s 33                                                       |
| Papillon               |                                                                                            |                                                                                         |                                                                                 |
| 50 m                   | Stephan Ackermann 24 s 79                                                                  | Haitham Hazem 24 s 84                                                                   | Kurt Muller 25 s 21                                                             |
| 100 m                  | Haitham Hazem 54 s 81                                                                      | Stephan Ackermann 54 s 95                                                               | Ahmed Salah Abdou Nada 55 s 25                                                  |
| 200 m                  | Ahmed Salah Abdou Nada 2 min 2 s 91                                                        | Ahmed Al-Abady 2 min 3 s 99                                                             | Anouar Ben Naceur 2 min 5 s 15                                                  |
| Quatre nages           |                                                                                            |                                                                                         |                                                                                 |
| 200 m                  | Oussama Mellouli 2 min 6 s 91                                                              | Malick Fall 2 min 9 s 08                                                                | Neil Versfeld 2 min 9 s 91                                                      |
| 400 m                  | Oussama Mellouli 4 min 29 s 68                                                             | Neil Versfeld 4 min 39 s 37                                                             | Omar El Gamal 4 min 46 s 08                                                     |
| Relais                 |                                                                                            |                                                                                         |                                                                                 |
| 4 × 100 m nage libre   | Algérie Aghiles Slimani Nabil Kebbab Mahrez Mebarek Salim Iles 3 min 27 s 05               | Afrique du Sud Stephan Ackermann Nicholas Wilson Simon Thirsk Kurt Muller 3 min 29 s 63 | Égypte Mohamed El-Nady Haitham Hazem Ayman Khattab Ahmed Mustafa 3 min 30 s 65  |
| 4 × 200 m nage libre   | Afrique du Sud Jeff Norton Charlton Lawson Nicholas Wilson Stephan Ackermann 7 min 42 s 45 | Algérie Aghiles Slimani Sofiane Daid Mahrez Mebarek Salim Iles 7 min 45 s 22            | Égypte Haitham Hazem Mohamed El-Nady Ahmed Al-Abady Ahmed Hussein 7 min 50 s 91 |
| 4 × 100 m quatre nages | Égypte Ahmed Mustafa Ayman Khattab Haitham Hazem Mohamed El-Nady 3 min 46 s 67             | Afrique du Sud Simon Thirsk Kurt Muller Stephan Ackermann Nicholas Wilson 3 min 47 s 92 | Algérie Mahrez Mebarek Sofiane Daid Aghiles Slimani Nabil Kebbab 3 min 55 s 25  |

### Femmes
| Épreuves               | Or                                                                                                | Argent                                                                  | Bronze                                                                    |
| Nage libre             | Nage libre                                                                                        | Nage libre                                                              | Nage libre                                                                |
| ---------------------- | ------------------------------------------------------------------------------------------------- | ----------------------------------------------------------------------- | ------------------------------------------------------------------------- |
| 50 m                   | Lauren Roets 26 s 31                                                                              | Ngozi Monu 27 s 71                                                      | Nadia Chahed 28 s 16                                                      |
| 100 m                  | Lauren Roets 56 s 79                                                                              | Christine Zwiegers 57 s 90                                              | Selma Zinhom 58 s 53                                                      |
| 200 m                  | Lauren Roets 2 min 6 s 27                                                                         | Kirsten Van Heerden 2 min 8 s 84                                        | Khadija Ciss 2 min 9 s 00                                                 |
| 400 m                  | Kirsten Van Heerden 4 min 28 s 19                                                                 | Heba Selim 4 min 29 s 13                                                | Shrone Austin 4 min 30 s 84                                               |
| 800 m                  | Natalie Du Toit 9 min 9 s 66                                                                      | Shrone Austin 9 min 13 s 03                                             | Heba Selim 9 min 17 s 15                                                  |
| 1 500 m                | Velia Van Rensburg 17 min 24 s 64                                                                 | Shrone Austin 17 min 30 s 77                                            | Heba Selim 17 min 35 s 23                                                 |
| Dos                    |                                                                                                   |                                                                         |                                                                           |
| 50 m                   | Lize-Mari Retief 30 s 18                                                                          | Romy Altmann 30 s 29                                                    | Obia Inyengiyikao 31 s 06                                                 |
| 100 m                  | Romy Altmann 1 min 2 s 89                                                                         | Chanelle van Wyk 1 min 7 s 61                                           | Sarra Chahed 1 min 7 s 94                                                 |
| 200 m                  | Romy Altmann 2 min 15 s 15                                                                        | Lize-Mari Retief 2 min 22 s 50                                          | Soha Abdallah 2 min 26 s 12                                               |
| Brasse                 |                                                                                                   |                                                                         |                                                                           |
| 50 m                   | Ingrid Haiden 32 s 89                                                                             | Ziada Jardine 32 s 99                                                   | Selma Zinhom 33 s 33                                                      |
| 100 m                  | Ingrid Haiden 1 min 11 s 00                                                                       | Selma Zinhom 1 min 11 s 92                                              | Ziada Jardine 1 min 12 s 82                                               |
| 200 m                  | Ingrid Haiden 2 min 32 s 66                                                                       | Selma Zinhom 2 min 37 s 28                                              | Ziada Jardine 2 min 43 s 50                                               |
| Papillon               |                                                                                                   |                                                                         |                                                                           |
| 50 m                   | Lize-Mari Retief 27 s 56                                                                          | Lauren Sparg 28 s 53                                                    | May Raafat 29 s 78                                                        |
| 100 m                  | Lize-Mari Retief 1 min 1 s 78                                                                     | Lauren Sparg 1 min 2 s 63                                               | May Raafat 1 min 5 s 01                                                   |
| 200 m                  | Lize-Mari Retief 2 min 17 s 47                                                                    | Jo-Ann Bergman 2 min 20 s 05                                            | May Raafat 2 min 20 s 80                                                  |
| Quatre nages           |                                                                                                   |                                                                         |                                                                           |
| 200 m                  | Lize-Mari Retief 2 min 21 s 64                                                                    | Selma Zinhom 2 min 23 s 89                                              | Bianca Meyer 2 min 24 s 42                                                |
| 400 m                  | Bianca Meyer 5 min 3 s 06                                                                         | Shrone Austin 5 min 9 s 41                                              | Kirsten Van Heerden 5 min 13 s 75                                         |
| Relais                 |                                                                                                   |                                                                         |                                                                           |
| 4 × 100 m nage libre   | Afrique du Sud Lauren Roets Christine Zwiegers Lize-Mari Retief Kirsten van Heerden 3 min 52 s 74 | Égypte Selma Zeinhoum May Raafat Soha Abdallah Heba Yehia 4 min 4 s 68  | Tunisie Yasmine Assal Nadia Chahed Sarra Chahed Rym Bejaoui 4 min 4 s 68  |
| 4 × 200 m nage libre   | Afrique du Sud Bianca Meyer Lauren Roets Kirsten van Heerden Christine Zwiegers 8 min 40 s 84     | Égypte Soha Abdallah Heba Selim Heba Yehia Selma Zeinhoum 8 min 45 s 18 | Tunisie Sarra Chahed Yasmine Assal Nadia Chahed Rym Bejaoui 8 min 53 s 35 |
| 4 × 100 m quatre nages | Afrique du Sud Romy Altmann Ingrid Haiden Lize-Mari Retief Lauren Roets 4 min 11 s 37             | Égypte Soha Abdallah Selma Zeinhoum May Raafat Heba Yehia 4 min 31 s 84 | Tunisie Sarra Chahed Rym Bejaoui Meriem Meddeb Nadia Chahed 4 min 37 s 84 |

## Tableau des médailles
| Rang | Nation         | Or | Argent | Bronze | Total |
| ---- | -------------- | -- | ------ | ------ | ----- |
| 1    | Afrique du Sud | 25 | 19     | 9      | 53    |
| 2    | Égypte         | 6  | 12     | 18     | 36    |
| 3    | Tunisie        | 6  | 2      | 5      | 13    |
| 4    | Algérie        | 3  | 3      | 2      | 8     |
| 5    | Seychelles     | 0  | 2      | 1      | 3     |
| 5    | Sénégal        | 0  | 1      | 3      | 4     |
| 5    | Nigeria        | 0  | 1      | 1      | 2     |
|      | Total          | 40 | 41     | 39     | 120   |